# محمد جار الله السهلي
محمد جارالله السهلي (7 أكتوبر 1982 -)، شاعر كويتي.

## حياته
ولد الشاعر محمد جار الله السهلي في 7 أكتوبر 1982 في دولة الكويت محافظة الأحمدي، متزوج ولديه من الأبناء (جارالله) (هيا)(حمدان) (مدغم) ، حاصل على الإجازة الجامعية (بكالوريوس) من جامعة الكويت - كلية العلوم الاجتماعية كان يعمل مدرس جغرافيا في ثانوية النصر للبنين.
وهو عاشق لـنادي الهلال السعودي ونادي برشلونة الأسباني ومهتم بالشعر والأدب وله العديد من القصائد النبطية والتي تجاوز عددها المئة بمختلف اغراض الشعر وحصل الشاعر على تكريم في العديد من المحافل الخليجية والدوليه.

## عضويات الشاعر
- عضو ديوانية شعراء النبط الكويتية.
- عضو سابق في جمعية المعلمين الكويتية.

## بدايته في الشعر
- بدأ كتابة الشعر عام 2001 والنشر عام 2002 من خلال مجلة آفاق الجامعيّه وملحق (الواحة) جريدة الأنباء وملحق (ملتقى الشعراء) جريدة الوطن.
- في عام 2002 تنبأ بنجوميّته الشاعر الإعلامي عبدالله الفلاح من خلال عدة كتابات في واحة الانباء.
- في عام 2003 قدّمه الشاعر والصحفي الكبير بدر الحمد بخط يده من خلال مجلة الساعي.
- في عام 2004 بدأ النشر في مجلةالمختلف بتقديم ودعم من مدير تحريرالمجلة نايف الرشيدي

## مشاركاته والظهور الإعلامي

### في الأمسيات
- أمسية الجهراء بمناسبة تكريم مجلة المختلف للشاعر الكبير طلال السعيد نوفمبر 2004
- أمسية مهرجان هلا فبراير 2005
- أمسية مهرجان عنيزه 2005
- أمسية الثمامه الرياض2005
- أمسيه مهرجان بريدة 2006
- أمسيه مهرجان الدوحة الثقافي 2006
- أمسية (أبو ظبي) تنظيم الاتحاد الوطني لطلبة الإمارات 2006
- أمسية مهرجان أبها 2006
- أمسية (باق في قلوبنا) تنظيم اتحاد طلبة الهيئة العامة للدراسات التطبيقية 2007
- أمسية مهرجان (الوجهة الشرقية) الدمام 2007
- أمسية مهرجان هلا فبراير 2007
- الأمسية الشعرية الكبرى مملكة البحرين 2008
- أمسية ملتقى دبي السابع للشعر الشعبي 2008
- أمسية مهرجان هلا فبراير 2008
- أمسية نادي الهلال السعودي في الرياض 2008
- الأمسية الشعرية الكبرى في البحرين 2008
- احتفالات سفارة الكويت في البحرين 2008
- أمسية لندن بدعوه من اتحاد الطلبة الكويتي 2008
- أمسية ليلة ارادوس لمهرجان أهل القصيد 2009
- أصبوحة في جامعة الكويت2009
- أمسية مهرجان الشعر الدولي الأول في دبي 2009
- امسية محافظة الأحمدي في الكويت 2009
- أمسية شركة نفط الكويتية 2009
- أمسية جامعة قابوس في سلطنة عُمان 2009
- أمسية باريس 2011
- أحتفالات سفارة الكويت في البحرين 2011
- أمسية الدوحة لوزارة الثقافة والفنون والتراث القطري 2012
- امسية ملتقى عُمان الشعري الثاني 2012
- امسيه لندن 2013
- امسيه هلا فبراير 2014

### في التلفاز
- برنامج جواهر تلفزيون دبي 2005
- برنامج احلى الكلام قناة المختلف 2005
- برنامج احلى الكلام تلفزيون مملكة البحرين 2005
- برنامج عذب المعاني سما دبي 2007
- برنامج في حياتي قناة المختلف 2007
- برنامج يا هلا قناة روتنا 2007
- برنامج سهرة مع شاعر قناة الصحراء 2008
- برنامج المجلس سما دبي 2008
- برنامج الغبقه تلفزيون دولة الكويت 2009
- برنامج على الوتر قناة البحرين 2009
- برنامج ليالي العيد على شاشة المختلف الكويتيه2010
- برنامج رواسي قناة سكوب 2011
- برنامج الكلام الحرعلى قناة اليوم الكويتية 2012
- برنامج شاعر المعنى على قناة الساحة 2013
- برنامج نجوم الشعر على قناة الصحراء 2013

### مشاركاته الإذاعيه
شارك بالعديد من البرامج ومنها:
- ليالي الشعر 2009
- اذاعة همايل الأدبيه 2010
- اذاعه عُمان 2012
- اذاعه ufm برنامج نبضك2013
- اذاعه الكويت اف ام برنامج قوافل الليل

### مشاركاته في الصحف
العديد من المجلات والصحف ومنها:
- مجلة افاق الجامعية 2001
- الأنباء 2001
- الساعي 2003
- شبكة أبو نواف 2007
- لقاء مع احمد الشراري 2008
- لقاء في مجالس العجمان 2008
- جريدة قبس 2008
- سبر الكويتيه2012
- جريدة اليوم السعودية 2011
- وتفردت المختلف ولسنوات عدة باستضافة الشاعر

بداية من عام 2004 إلى عام 2014

### الصحف الإلكترونية
الكثير من الصحف التي نشرت للشاعرعبر مواقعها الإلكترونيه ومنها:
- صحيفة العرب القطريه 2013

### دواوينه
- ديوان مقروء (أصعب سؤال) 2006
- ديوان صوتي (مختلف) 2007
- ديوان مقروء (قناعاتي) 2010
- ديوان صوتي بعنوان (بقايا حزن) 2013
- ديوان (مالك عذر ) 2014

### في الإنترنت
- منتديات الشاعر محمد جارالله السهلي
- الكثير من المنتديات الأدبيه والعاميه التي مازالت تنشر للشاعر
- والكثير من المواقع التي مازالت تنشر لشاعر صوتياً ومنها:
- موقع القصيد
- موقع الشعر
- موقع موفن

### صوتيات ومرئيات الشاعر
- أكثر من 80 قصيدة صوتيه
- أكثر من 70 فيديو عبر اليوتيوب